# Milan Máčala
Milan Máčala (Biskupice, 4 luglio 1943) è un allenatore di calcio ed ex calciatore cecoslovacco, dal 1993 ceco.

## Carriera

### Allenatore
Dopo la carriera da giocatore è diventato tecnico professionista all'inizio degli anni ottanta, allenando Sigma Olomouc, Slavia Praga e Football Club Baník Ostrava.
Nel 1990 divenne ct della Nazionale di calcio della Cecoslovacchia, fallendo però le qualificazioni agli Europei 1992 e nel marzo 1993 si dimise dall'incarico.
Successivamente ha allenato in Bahrein, Oman e Kuwait.

## Palmarès

### Allenatore

#### Club

##### Competizioni nazionali
- Coppa del Presidente degli Emirati Arabi Uniti: 1

Al-Ain: 2004-2005
- UAE Federation Cup: 1

Al-Ain: 2004-2005
- UAE Vicepresident Cup: 1

Al-Ain: 2004-2005

##### Competizioni internazionali
- Coppa Mitropa: 1

Banik Ostrava: 1988-1989
- Supercoppa Mitropa: 1

Banik Ostrava: 1989
- Coppa Piano Karl Rappan: 2

Banik Ostrava: 1987, 1989

#### Individuale
- Allenatore cecoslovacco dell'anno: 2

1988, 1989